# Cruzeiro (1970-1986)
Le cruzeiro était la monnaie brésilienne en circulation entre le 15 mai 1970 et le 28 février 1986.
Cet étalon a été créé suite à la perte de valeur du Cruzeiro, monnaie en vigueur depuis 1942, qui a subi une dépréciation importante due à la hausse de l'inflation causée par l'instabilité politique et des finances publiques incontrôlées. Ce fut l'un des facteurs présumés ayant conduit au coup d'État de 1964, qui allait conduire à la dictature militaire brésilienne qui a duré jusqu'en 1985.

## Histoire
En 1965, la Banque centrale du Brésil a été créée et a lancé des pièces de 10, 20 et 50 cruzeiros.
En février 1968, les anciennes pièces de l'étalon cruzeiro furent dématérialisées, perdant ainsi leur valeur légale. En août de la même année, de nouvelles pièces furent mises en circulation, avec des coupures de 1, 2, 5, 10, 20 et 50 centavos, équivalentes respectivement aux anciens billets de 10, 20, 50, 100, 200 et 500 cruzeiros.
Parallèlement, des investissements furent réalisés dans l'imprimerie afin de préparer la Monnaie brésilienne à répondre à la demande de nouveaux billets de 1, 5, 10, 50 et 100 cruzeiros, déjà dépourvus de la mention « nouvelles ». Ces billets ont commencé à être émis en mai 1970, alors que les nouveaux billets étaient initialement prévus pour la fin de 1967.
En raison de problèmes logistiques, le retrait des anciens billets de la circulation a pris un certain temps. La date de dévaluation des anciens billets de 10, 20, 50 et 100 cruzeiros (1, 2, 5 et 10 centavos) était fixée au 1er octobre 1970, mais leur validité a été prolongée jusqu'au 30 juin 1971, puis jusqu'au 30 juin 1972, ne perdant leur valeur qu'à cette date. Les anciens billets de 200, 500 et 1 000 cruzeiros (20 centavos, 50 centavos et 1 nouveau cruzeiro) ont perdu leur validité le 30 juin 1973, et les anciens billets de 5 000 et 10 000 cruzeiros (5 et 10 nouveaux cruzeiros) ont initialement eu leur validité limitée au 30 juin 1974, mais l'ancien billet de 10 000 cruzeiros (10 nouveaux cruzeiros) a vu sa validité prolongée jusqu'au 30 juin 1975.

## Billets

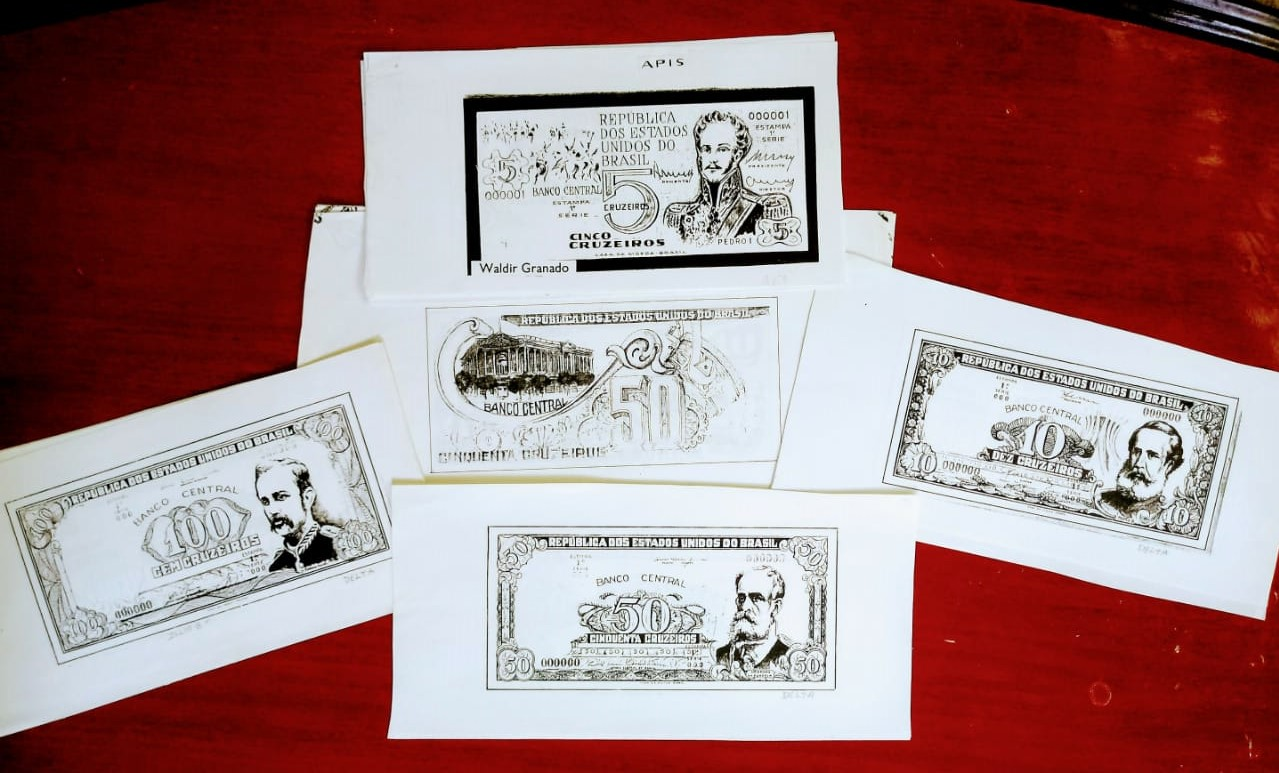
Billets ayant participé au concours de 1966 pour la sélection du motif Cruzeiro (1970-1986).

### Concours pour la première famille de billets Cruzeiro

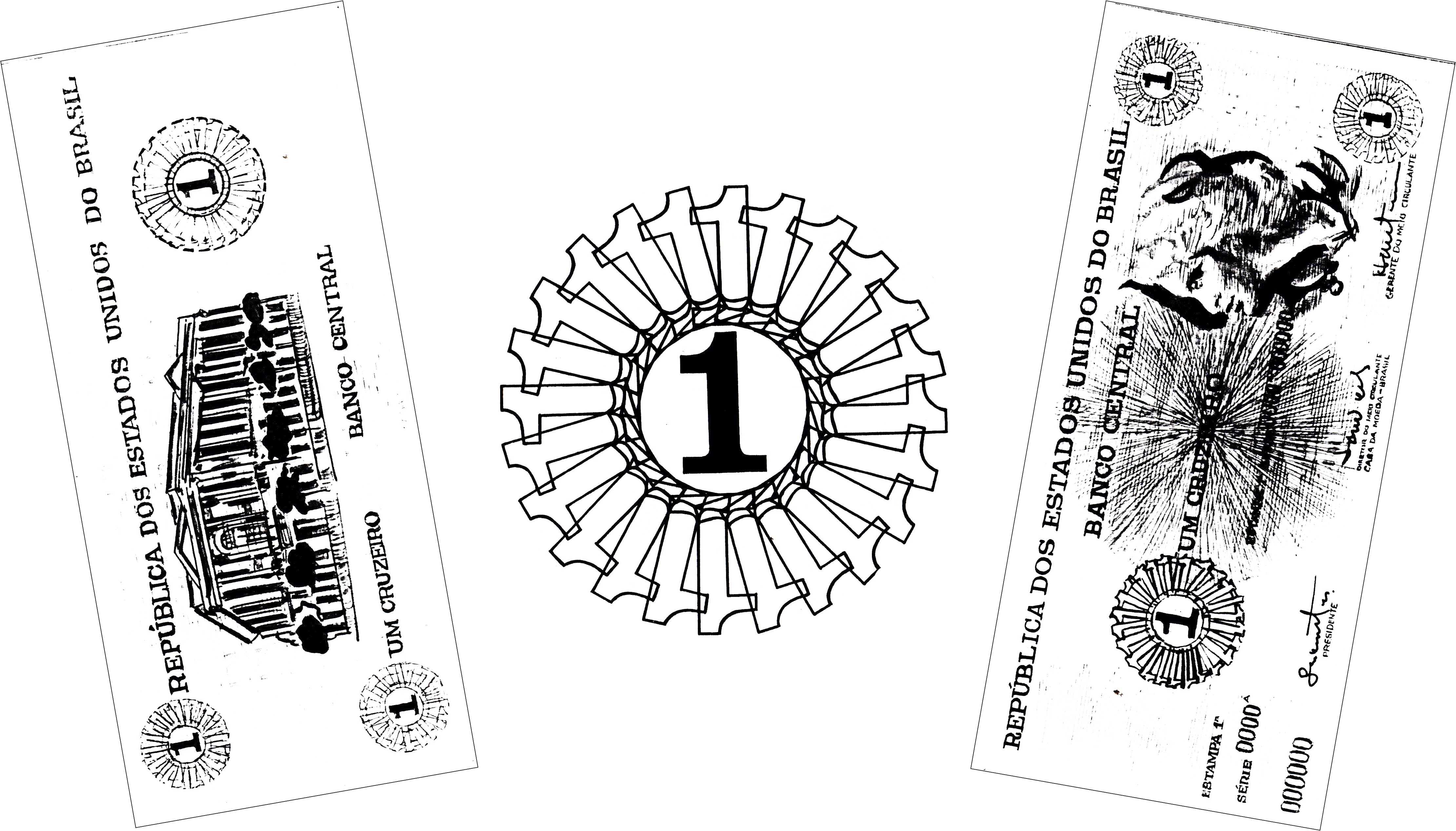
Conception du billet de 1 Cruzeiro par Alexandre Wollner.

En 1966, afin de développer la première famille de billets émis par la Monnaie brésilienne et mis en circulation par la Banque centrale du Brésil, un concours fut organisé pour sélectionner la nouvelle série, avec la participation de plusieurs graphistes, dont Alexandre Wollner, Waldir Gramado, Benedito de Araujo Ribeiro, Petrarca Amenta, Zélio Bruno da Trindade, Gustavo Goebel Wayne Rodrigues et Ludivico Martino. Le concours fut remporté par Aloísio Magalhães, dont le travail représentait un renouveau, tout en intégrant la culture d'émission brésilienne.
Dans le modèle d'Aloísio Magalhães, les billets de 1, 5, 10, 50 et 100 cruzeiros ont eu des tailles et des couleurs différentes, augmentant en taille en fonction de leur valeur nominale.

### Première famille

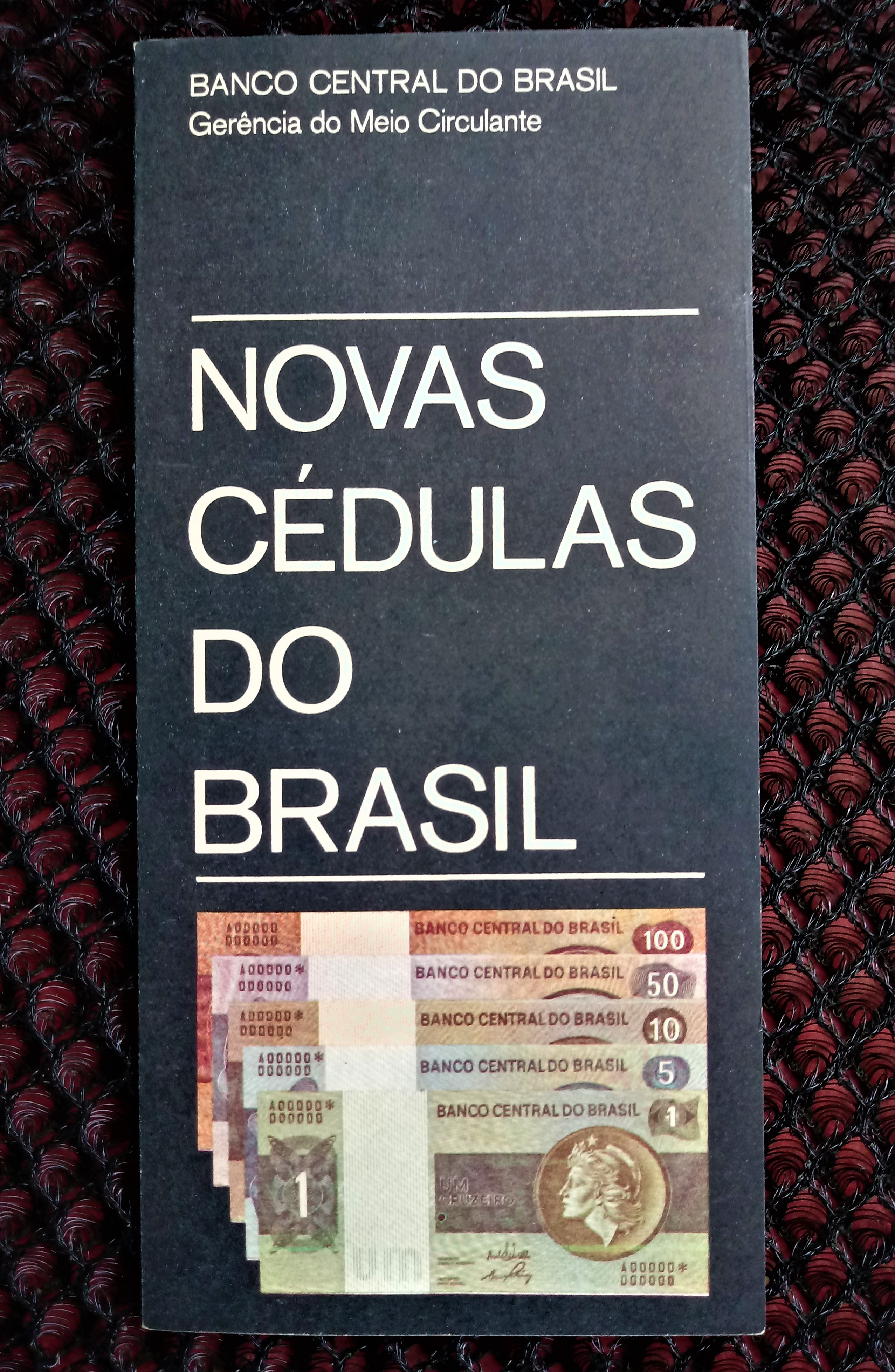
Dépliant de 1970 faisant la publicité de la 1ère famille de billets de banque.

Cette famille, émise entre 1970 et 1980, était initialement disponible en coupures de 1, 5, 10, 50 et 100 cruzeiros.
En 1972, à l'occasion du 150e anniversaire de l'indépendance du Brésil, le billet de 500 cruzeiros fut lancé, dernière coupure de la première famille.
Cependant, en raison de la perte progressive de valeur de ces billets due à l'inflation, ils furent progressivement remplacés par des billets et des pièces de la deuxième famille, les billets jusqu'à 50 cruzeiros perdant définitivement leur valeur en 1984.
Le billet de 1 cruzeiro de cette famille fut le plus émis parmi ceux émis avant le Plano Real, avec plus de 2 milliards de billets de cette valeur mis en circulation au cours des années 1970, y compris les tirages A et B. Les derniers billets de cette valeur furent mis en circulation en même temps que les pièces de 1 cruzeiro de la deuxième famille, qui sortirent en 1979.

### Deuxième famille
Cette famille, également conçue par Aloísio Magalhães, s'inspire du billet de 1000 cruzeiros émis en 1978. Il aurait été inspiré par les cartes à jouer, dans le but implicite de faciliter la manipulation en caisse, sa forme étant inspirée des célèbres cartes à jouer.
Ce qui est intéressant avec les billets de cette famille, c'est qu'ils sont les seuls, avant la deuxième famille de billets Real, à porter le numéro de série au verso.
À partir de 1981, de nouveaux billets inspirés de ce modèle ont été émis en coupures de 100, 200, 500 et 5000 cruzeiros, ainsi qu'une version modifiée du billet de 1000 cruzeiros. Ces billets n'ont commencé à être retirés de la circulation qu'avec le passage à la troisième famille, qui incorporait le motif Cruzado, remplaçant ainsi le Cruzeiro existant.
Les billets de cette famille, d'une valeur allant jusqu'à 500 cruzeiros, perdirent leur valeur en 1987, tandis que les billets de 1 000 et 5 000 cruzeiros perdirent leur cours légal avec le lancement du Cruzado Novo.

### Troisième famille

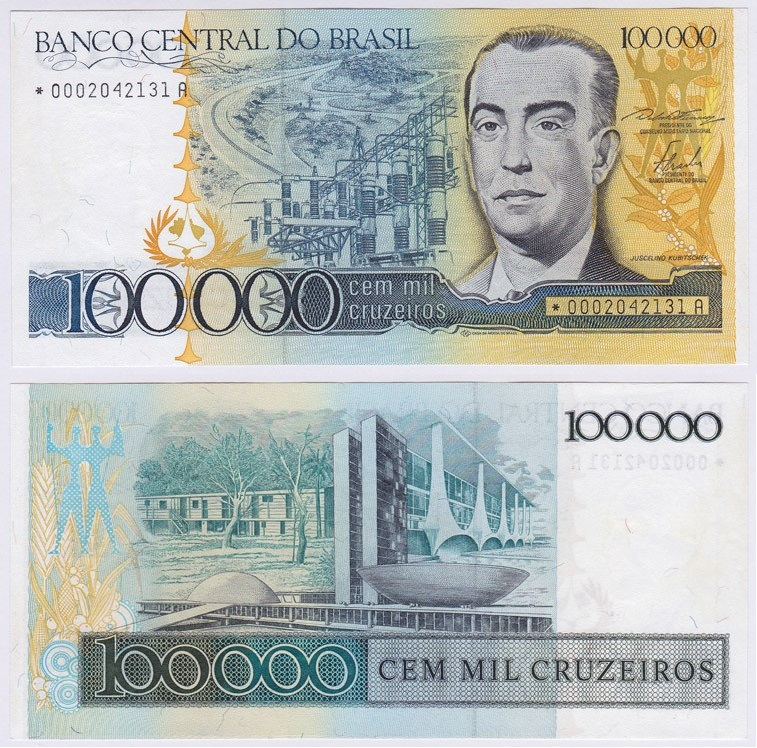
Billet de 100.000 cruzeiros, 1985

En 1984, les premiers modèles de billets furent émis après le décès d'Aloísio Magalhães. Ces billets devinrent la dernière famille de billets cruzeiro. Initialement, les premiers billets de 10 000 et 50 000 cruzeiros furent émis dans cette famille. L'année suivante, la famille fut complétée par le billet de 100 000 cruzeiros. Bien qu'il fût prévu d'émettre un billet de 500 000 cruzeiros, celui-ci ne fut jamais émis en raison du Plan Cruzado.
Ces billets présentent un design très différent de la famille précédente. Ils conservèrent cependant le format de 154 x 74 mm des billets alors en circulation.
Il convient de rappeler qu'en 1986, pendant le Plan Cruzado, les billets de cette famille furent réutilisés et émis avec un timbre circulaire portant les valeurs respectives de 10, 50 et 100 cruzeiros. Bien que le gouvernement ait prévu que ces billets ne soient en circulation que jusqu'en 1987, ils ont continué à être utilisés au quotidien. Pendant le Plan Collor, les billets de cette famille étaient toujours en circulation, malgré la résolution 1565 (instituant le nouveau Cruzado) du Conseil monétaire national qui a décidé de leur démonétisation à compter du 31 décembre 1989.

## Pièces

### Première famille

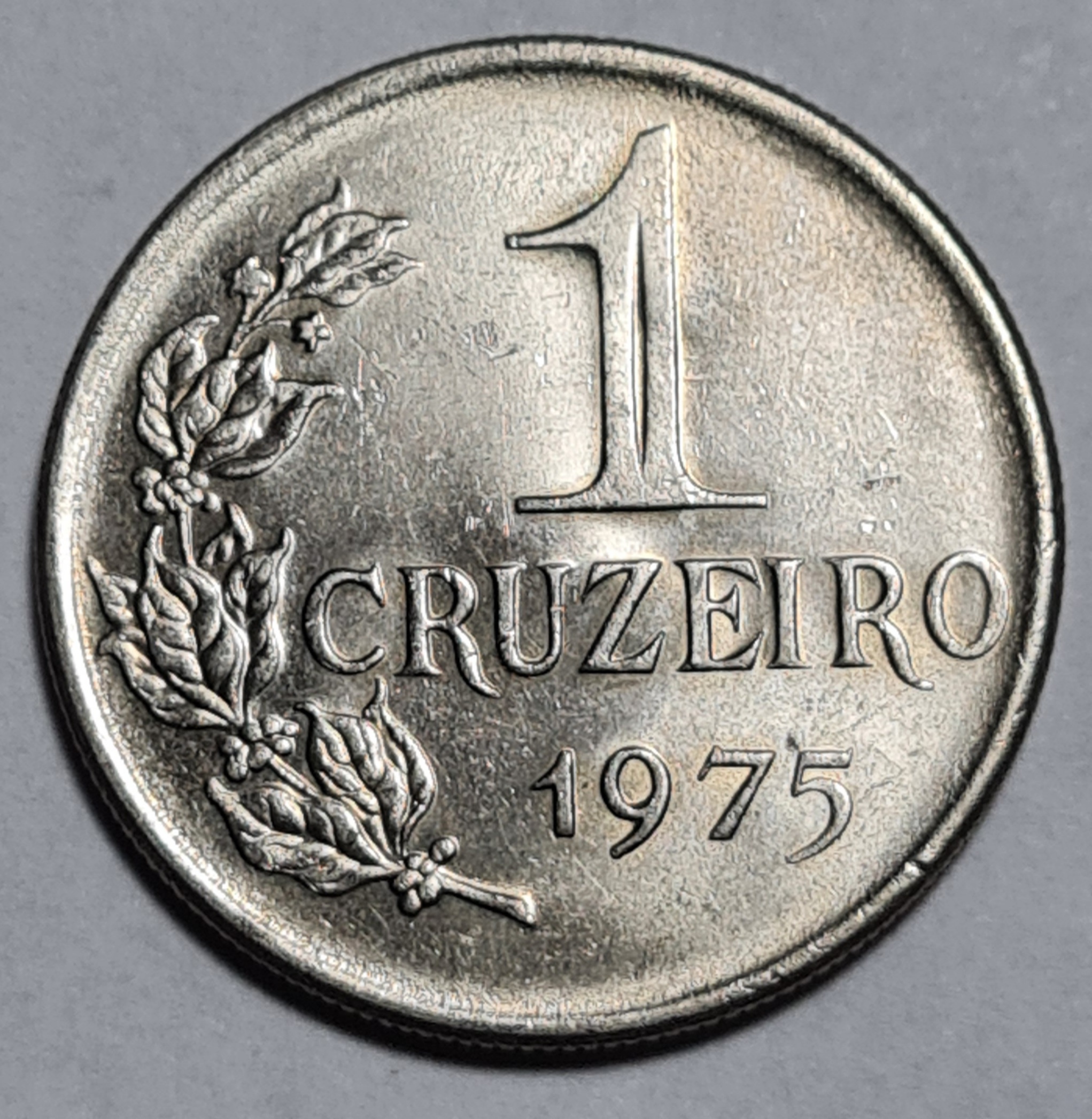
Monnaie de 1 Crizeiro, 1975

Les pièces de cette famille comprenaient les « centavos », émises à partir de 1967 et mises en circulation à partir de 1968, et la pièce de 1 cruzeiro, dont l'émission a débuté en 1970. Seules quelques pièces de qualité épreuve numismatique (BE) ont été émises avec la date de 1967. Ces pièces étaient généralement placées dans un porte-monnaie épreuve numismatique étiqueté « Nouvelles pièces du Brésil », avec l'information que la pièce de 1 cruzeiro serait émise en même temps que les billets « définitifs » du nouvel étalon monétaire, qui deviendraient la première famille de « nouveaux » billets de cruzeiro émis principalement par la Monnaie brésilienne.
À partir de 1974, les pièces jusqu'à 20 centavos ont commencé à être émises en acier inoxydable, et en 1975, la pièce de 50 centavos a également été émise dans ce métal, tandis que la pièce de 1 cruzeiro a commencé à être émise en cupronickel.
Les pièces ordinaires de 1, 2 et 5 centimes ont été émises en 1967, 1969 et 1975, tandis que les pièces de 10 centimes ont été émises en 1967, 1970 et de 1974 à 1979. Les pièces de 20 et 50 centimes ont été émises en 1967, 1970 et de 1975 à 1979. La pièce ordinaire de 1 cruzeiro a été émise en 1970 et de 1974 à 1978, les dates 1977 et 1978 étant assez rares dans cette famille de pièces. Les pièces de 1, 2 et 5 centimes ont perdu leur cours légal à la fin de 1980. Les pièces de 10, 20 et 50 centimes ont perdu leur valeur avec l'extinction du centime en 1984 et la pièce de 1 cruzeiro a perdu sa valeur lorsque le cruzado est entré en circulation.

### Deuxième famille

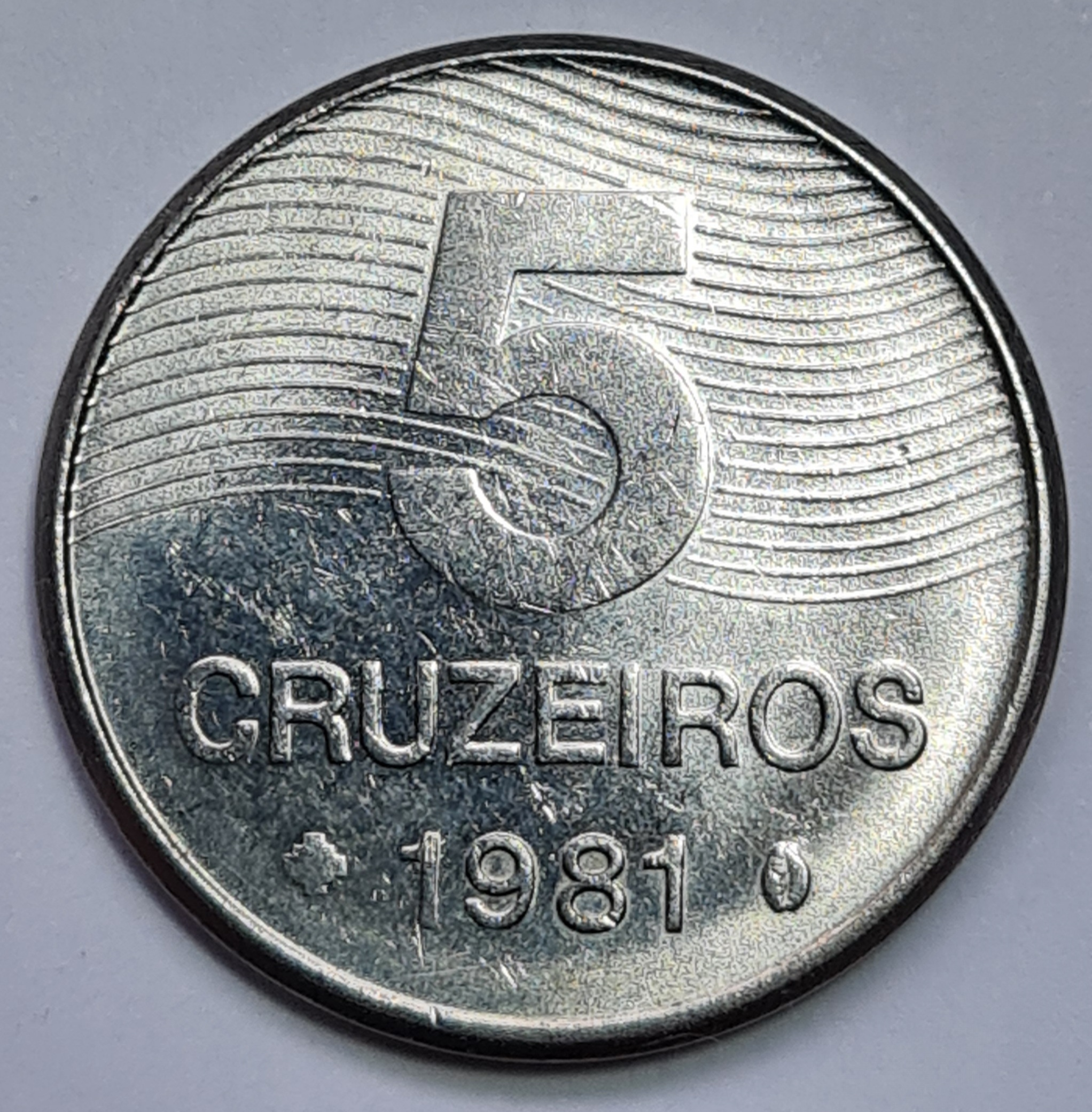
Monnaie de 5 cruzeiros, 1981

Les premières pièces de cette famille ont été émises en 1979, en coupures de 1 centavo et de 1 cruzeiro, respectivement sur le thème du soja et de la canne à sucre.
En 1980, ces pièces ont été suivies par les pièces de 5 cruzeiros, sur le thème du café, et de 10 cruzeiros, représentant le plan d'intégration routière des régions du pays. En 1981, la série a été complétée par les pièces de 20 cruzeiros, représentant le dessin original de l'église São Francisco de Assis à São João del Rei, et de 50 cruzeiros, représentant le dessin original du Plan pilote de Brasilia.
Bien qu'il fût prévu d'émettre des pièces de 10 et 50 centavos dans cette famille, ces pièces ne furent jamais mises en circulation en raison de la forte dépréciation du cruzeiro, notamment au tournant des années 1970 et 1980. Seul un nombre limité de pièces de qualité épreuve numismatique furent émises, rares et réservées aux cercles numismatiques.
Les pièces de 1 centavo furent émises par lots de quelques milliers jusqu'en 1983. L'année suivante, le centavo cessa d'exister au standard cruzeiro. L'émission régulière de pièces de 1 et 5 cruzeiros s'est poursuivie jusqu'en 1984, puis de 10, 20 et 50 cruzeiros jusqu'en 1986.
En 1985, suivant l'exemple des pièces de 1, 2 et 5 centimes de 1975, une série spéciale de la FAO a été émise avec des pièces de 1 et 5 cruzeiros.

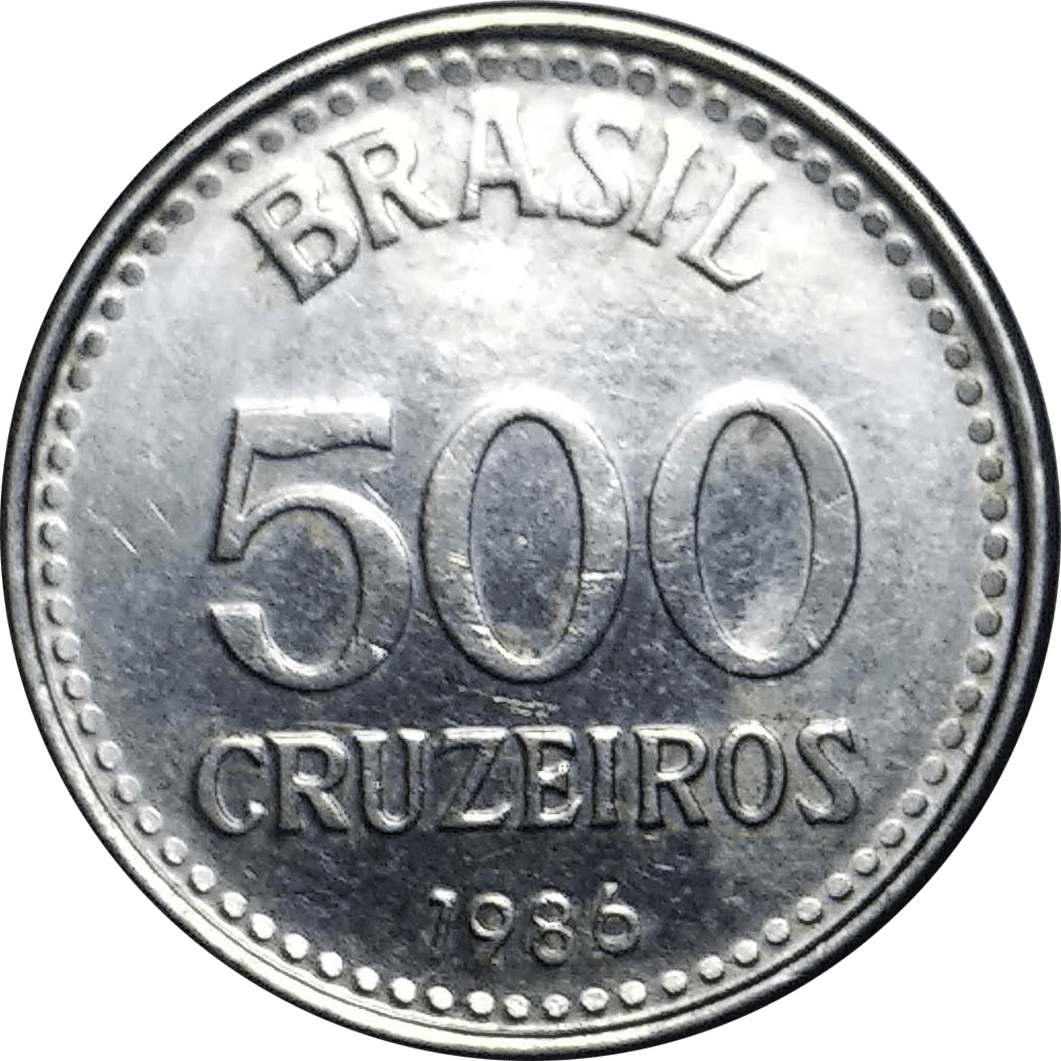
Monnaie de 500 cruzados, 1986

Les pièces de 1 et 5 cruzeiros ont perdu leur valeur lors de l'adoption du Plan Cruzado, et les autres ont perdu leur cours légal en juin 1987.

### Troisième famille
En 1985 et 1986, des pièces de 100, 200 et 500 cruzeiros ont été frappées, arborant les armoiries nationales à l'avers.
Comme les billets de la troisième famille émis à partir de 1984, ces pièces anticipaient le design des pièces qui seraient émises ultérieurement avec le motif « Cruzado ».
Ces pièces, comme celles de 10, 20 et 50 cruzeiros de la famille précédente, ont perdu leur valeur en juin 1987.